# Viliam Pauliny-Tóth
Viliam Pauliny-Tóth de Tőre et Tóthmegyer (Senica, 3 giugno 1826 – Martin, 6 maggio 1877) è stato un patriota, poeta e saggista slovacco.
Adottò anche i seguenti pseudonimi: Amaranth, Boleslav, Budišovský, Marek Rozmarín, Lysický, Miloslavín, M. I. H., Mína, Mydloslav, Mydloslav Vechťovič, Podolský, Rozmarín, V. Miloslavín, V. Podolský.

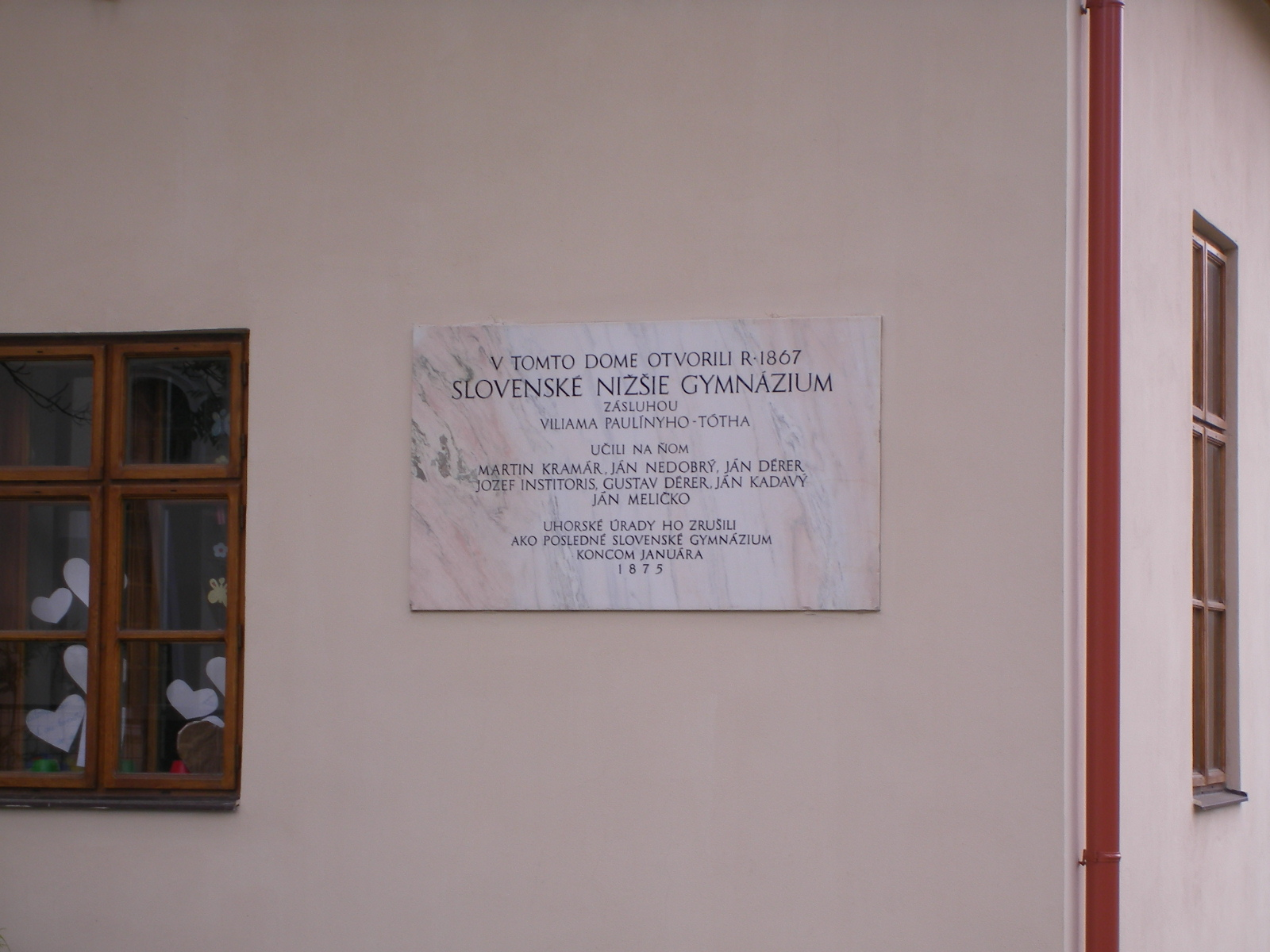
Una lapide commemorativa a Martin.

## Biografia
Nacque da Fridrich Viliam Pauliny, pastore evangelico, e da sua moglie Kristína Dedinská. Rimasto orfano di padre in tenera età, crebbe con i parenti a Zemianske Podhradie. La madre vedova nel 1837 sposò in seconde nozze Michal Dionýz Doležal. Pertanto Viliam Pauliny-Tóth ebbe fra i parenti numerose personalità della cultura slovacca: come fratellastri ebbe Ľudovít Karol Doležal, medico, esploratore ed entomologo, ed Eduard Alexander Doležal, pastore evangelico autore di opere religiose; suo figlio Žigmund fu pure scrittore e patriota, le figlie sposarono Matúš Dula, politico, co-presidente della Matica slovenská, Štefan Hrušovský, avvocato e mecenate,
Dopo le seconde nozze della madre, la seguì in casa del patrigno a Modra. Ricevette l'istruzione primaria in diverse città slovacche: Nové Mesto nad Váhom, Senica, Komárno, Modra; successivamente frequentò il liceo di Presburgo, l'odierna Bratislava. Il soggiorno a Presburgo e gli studi sotto l'influsso di Ľudovít Štúr condizionarono tutta la sua attività letteraria e la sua mentalità.
Prestò servizio come precettore in una famiglia della nobiltà, così che ebbe modo di incontrare Ján Rotarides e Janko Kráľ. In seguito divenne  professore al liceo di Kremnica. Per breve tempo prestò servizio militare nell'esercito di Luigi Kossuth, ma prontamente disertò e nel 1849 divenne ufficiale dell'esercito rivoluzionario slovacco. Dopo la rivoluzione lavorò come impiegato in numerose città. Nel 1855 a Kecskemét Viliam Pauliny fu adottato dallo zio senza figli della sua promessa sposa Vilma Tóth. Pertanto aggiunse al cognome quello del padre adottivo – Tóth de Tőre et Tóthmegyer. Visse a Buda, ove fu editore dei giornali illustrati Černokňažník ("Il negromante"), che uscì dal 1861 al 1864, e Sokol ("Il falco"), che uscì dal 1862 al 1869, che continuò a pubblicare anche dopo il 1863 da Skalica.
Dopo la morte di Karol Kuzmány si trasferì a  Martin, ove divenne vicepresidente della Matica slovenská e fu annoverato tra le personalità di spicco della vita politica slovacca. Fu redattore di Letopis, gli annali della Matica. Si impegnò nella fondazione del ginnasio di Martin, che ora porta il suo nome e della Kníhtlačiarenský účastinársky spolok ("Società per azioni per la stampa libraria"). Dal 1871 al 1874 fu direttore responsabile del giornale Národnie noviny ("Notizie nazionali"), di cui era anche editore. Dopo lo scioglimento della Matica slovenská ad opera delle autorità ungheresi che perseguivano aspre politiche di magiarizzazione del Regno d'Ungheria cercò con Jozef Miloslav Hurban di intervenire a Vienna.
Fu il primo presidente del Partito Nazionale Slovacco dal 1871 al 1875.
Fu sepolto al Cimitero nazionale di Martin.

## Attività
Nella sua produzione si dedicò alla propaganda degli ideali patriottici romantici e in nome di questi combatté per i diritti nazionali e sociali. Molte delle sue poesie rivoluzionarie divennero col tempo popolari, fra cui Falošná milovnica ("La falsa spasimante") e Slovenčina ("La lingua slovacca"). Nell'ambito della prosa si dedicò alla produzione di novelle, racconti e altre opere brevi, che si caratterizzano per la loro visione documentaristica della società e delle vicende politiche. Qualche sua opera tratta anche delle vicende della sua vita, altre illustrano la vita dei suoi compatrioti, come ad esempio Ľudovít Štúr.
Nel corso della sua produzione gli iniziali accenti romantici kolláriani sfumano versi i toni più leggeri e popolari della satira politica, mutuati anche dall'esperienza giornalistica. Frutto della medesima esperienza è anche l'interesse per materie molto diverse, che ne fanno un inquieto ricercatore eclettico.
Fu anche traduttore dal russo di opere di Ivan Sergeevič Turgenev e di Aleksandr Sergeevič Puškin, dal tedesco, dal francese e dall'ungherese. Oltre alle traduzioni pubblicò anche adattamenti delle opere teatrali di diversi autori stranieri, fra cui Ede Szigligeti, Roderich Benedix, Aleksander Fredro.
Fu anche autore di un gran numero di rubriche e articoli giornalistici.

## Opere

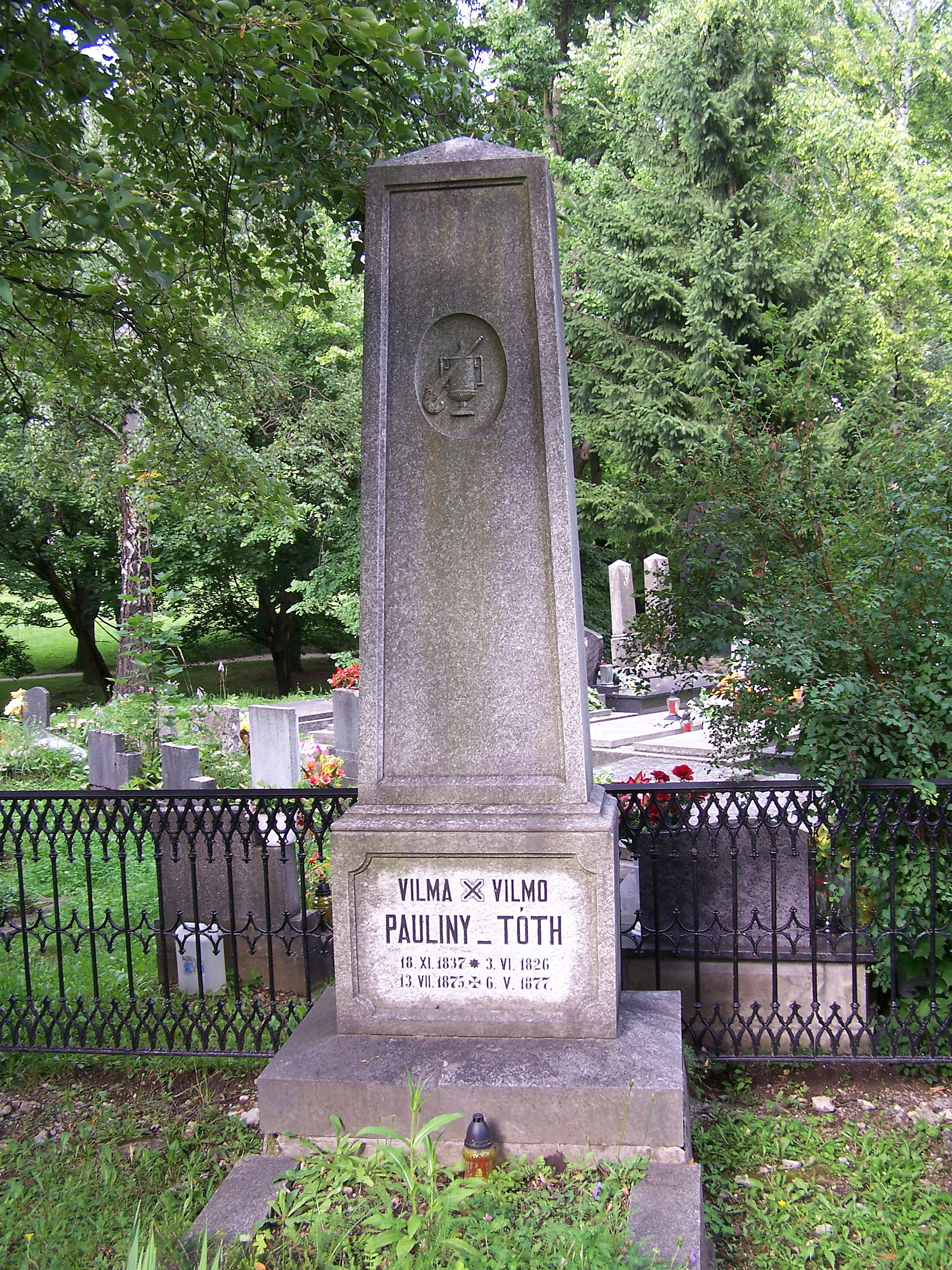
La sua tomba al Cimitero nazionale di Martin.

- 1848 – Vek slobody a premeny najnovšie ("L'età della libertà e i più recenti cambiamenti"), libello politico rivoluzionario
- 1850 – Zlatý prsteň ("L'anello d'oro"), leggenda epico-storica, la sua opera più lunga
- 1862 – Trinásta pieseň ("La tredicesima canzone")
- 1862 – Škola života ("Scuola di vita")
- 1862 – Kocúrkovský bál ("Il ballo di Kocúrkov")[2], commedia buffa
- 1862 – Ľudská komédia ("L'umana Commedia"), dramma poetico allegorico in dieci atti scritto alla vigilia della rivoluzione (1846)
- 1862 / 1863 – Jánošík, in 2 parti
- 1864 – Náš človek ("La nostra persona")
- 1865 – Politika oportunity ("Politica dell'opportunità")
- 1865 – Slovenský Vlastimil alebo meru otázok a odpovedí o terajších záležitostiach národa slovenského, ("Il Patriota slovacco ovvero domande e risposte sulle attuali circostanze della nazione slovacca"), istruzioni preelettorali
- 1865 – Kráľova žena ("La donna del re"), racconto storico
- 1866 – Dvaja Justhovci ("I due Justhovci")
- 1866 – Kyčina, racconto storico
- 1866 – Staré i nové piesne Viliama Podolského ("Vecchie e nuove canzoni di Viliam Podolský"), raccolta di poesie
- 1866 / 1870 – Besiedky ("Veglie"), raccolta in 4 parti di poesie sue e traduzioni
- 1867 – Slovenský pravopis ("Ortografia slovacca")
- 1867 – Pansláv ("Il panslavista"), commedia buffa
- 1867 – Tatarský plen ("Il saccheggio dei tartari"), racconto storico
- 1868 – Trenčiansky Matúš ("Matúš di Trenčín"), racconto storico
- 1870 – Volebné rozpomienky ("Riflessioni elettorali")
- 1870 – Tri dni zo Štúrovho života ("Tre giorni della vita di Štúr"), biografia
- 1870 – Listy ku slovenskému Tomášovi ("Lettere a Tommaso slovacco")
- 1872 – Listy k židom ("Lettere a un ebreo")
- 1876 – Slovenské bájeslovie, saggio letterario
- 1877 – Básne Viliama Paulinyho-Tótha ("Poesie di Viliam Pauliny-Tóth"), raccolta di poesie, pubblicata postuma a cura della figlia Mária